# Liga Mexicana 1908/09
In 1908/09 werd het zevende seizoen gespeeld van de Liga Mexicana de Football Amateur Association, de hoogste voetbalklasse van Mexico. Reforma AC werd kampioen.

## Eindstand
| Plaats | Club         | Wed. | W | G | V | Saldo | Ptn. |
| ------ | ------------ | ---- | - | - | - | ----- | ---- |
| 1.     | Reforma      | 4    | 3 | 1 | 0 | 6:1   | 7    |
| 2.     | Pachuca AC   | 4    | 1 | 2 | 1 | 2:2   | 4    |
| 3.     | British Club | 4    | 0 | 1 | 3 | 0:5   | 1    |

|  | Kampioen |

### Kampioen
| Liga Mexicana de 1908/09    |
| Mexico                      |
| --------------------------- |
| REFORMA Kampioen (3° titel) |

## Topschutters
| Speler            | Speler                | Goals | Club   |
| ----------------- | --------------------- | ----- | ------ |
| Vlag van Engeland | William Bray          | 3     | Pachua |
| Vlag van Mexico   | Jorge Gómez de Parada | 3     | Pachua |